# Paron
Paron là một xã của Pháp,tọa lạc ở tỉnh Yonne trong vùng Bourgogne-Franche-Comté của Pháp.

## Thông tin nhân khẩu
| 1962                                                 | 1968 | 1975 | 1982 | 1990 | 1999 |
| ---------------------------------------------------- | ---- | ---- | ---- | ---- | ---- |
| 1223                                                 | 1783 | 2747 | 3889 | 4537 | 4845 |
| Số liệu lấy từ năm 1962: Dân số không tính hai trùng |      |      |      |      |      |